# Hôpital-hospice de Bâgé-le-Châtel
L'hôpital-hospice de Bâgé-le-Châtel est un hôpital situé à Bâgé-le-Châtel, en France.

## Description
L'hôpital est situé dans le département français de l'Ain, sur la commune de Bâgé-le-Châtel. L'édifice est inscrit au titre des monuments historiques en 1980.